# Bauke Geersing
Bauke Geersing (Roden, 8 januari 1944) is een voormalige beroepsofficier, wetenschapper, bestuurder, commissaris, Nederlands opiniemaker en auteur. Hij schrijft onder andere over medezeggenschaps- en ondernemingsrecht en was directeur van de NOS.  

## Loopbaan
Geersing begon zijn carrière als beroepsofficier na een militaire opleiding aan de Koninklijke Militaire Academie te Breda van 1962 tot 1968. In 1970 verliet hij het leger. Geersing studeerde rechten aan de Rijksuniversiteit Groningen. Hij was na zijn afstuderen in 1972 actief bij de faculteit der rechtsgeleerdheid in de vakgroep handelsrecht. Ook was hij in die tijd voorzitter van de Groningse Stichting Studentenhuisvesting. In die hoedanigheid verloor hij in 1979 een kort geding dat hij had aangespannen tegen de Universiteitskrant vanwege belediging.
Vanaf 1982 werkte Geersing als juridisch adviseur van de publieke omroep/hoofd juridische zaken van de NOS. Hij werd daar in 1991 directeur Gemeenschappelijke Diensten. Voor de NOS onderhandelde Geersing over de uitzendrechten van voetbalwedstrijden. Vanaf 1988 was hij vice-voorzitter van de juridische commissie bij de European Broadcasting Union.
Geersing was initiatiefnemer en oprichter van het Coproductiefonds Binnenlandse Omroep (CoBO, 1986), waaruit filmproducties en televisieprogramma's gefinancierd worden. Na zijn vertrek als directeur van de NOS in 1998 was Geersing van 2008 tot 2011 namens de NOS lid van de Raad voor de Journalistiek.  Gedurende de periode 1986 - 2007 was Geersing lid van de Raad van Commissarissen van KLM. In augustus 2024 trad Geersing toe tot de Raad van Toezicht van de publieke omroep Ongehoord Nederland. In februari 2025 legde hij die functie neer, na onenigheid over de benoeming van een nieuwe hoofdredacteur.
Geersing is met enige regelmaat te zien bij het alternatieve nieuwsplatform blckbx. Hij werd er meermaals geïnterviewd door presentator Flavio Pasquino, die hem ook wilde voordragen als nieuw bestuurslid.

## Onderscheidingen
Geersing is Ridder in de Orde van Oranje Nassau.